# 孫東
孫東，JP（1967年—），香港科學家和政府官員，現任創新科技及工業局局長，是首位「港漂」的香港主要官員。曾任香港立法會議員（選舉委員會）、香港城市大學生物醫學工程學系主任及講座教授，以及機器人與自動化研究中心主任，是加拿大工程院院士、歐洲科學與人文學院院士，美國電機電子工程師學會會士(IEEE)，以及國際醫學與生物工程院院士（IAMBE Fellow）。

## 簡歷
孫東北京出生，畢業於清華大學，1994年到香港中文大學修讀機械與自動化工程學博士，隨後到多倫多大學深造，2000年到港發展。2013年起出任香港城市大學生物醫學工程學系講座教授，後兼任生物醫學工程學系主任、機器人與自動化研究中心主任。他是國際微型機器人生物醫學應用領域的開拓者。他研究利用微型機器人技術對細胞實施精準操作，為精准醫療開拓重要的新領域。
2021年當選為選舉委員會科技創新界界別的委員。2021年第七屆立法會選舉期間，獲選為選舉委員會界別議員。
2022年6月19日獲國務院委任為創新科技及工業局局長，同年7月1日正式上任。

## 軼事
孫東除了是學者教授，更曾經開辦科創公司，進行產學研成果轉化，而香港出入境設施「e-道」目前使用的P-beam人體感應傳感器技術，即出自他當年創立的公司的專利發明。
孫東在香港的公開場合基本上都以英語或普通話發言，他表示聽得懂廣東話，相信廣東話溝通「絕對無問題」，雖然無法流利使用粵語表達，但承諾會努力學習和多講廣東話。
他是自2002年香港推行主要官員問責制以來，首位在北京出生而非以粵語為母語的局長。

## 科研領域
孫東的主要研究方向為機器人系統的控制和操作，以及應用微納米技術對生物細胞進行精密操作和功能特性分析。他是當今世界上最早應用機器人技術對生物細胞進行微納米操作和生物力學特性分析的少數幾位學術帶頭人之一。研究方向集中在結合機器人、光鑷和微流體技術對細胞進行微納米操作從而深入探索單細胞功能。
2003年創辦城動科技（香港）有限公司，將研究成果進行實現，並取得了香港工業獎、香港亞洲電子展金獎等多項工業界獎項。
孫東教授主力於機器人研究，特別在融合機器人與微納操作技術實現單細胞水平上的細胞操作、診斷和微型手術方面有所貢獻。亦已發表15部學術著作和受邀著作章節，在國際期刊和會議上發表400篇學術論文，擁有十項國際專利，榮獲多項最佳論文獎及工業獎項。

## 外部連結
- 創新科技及工業局局長孫東於香港政府一站通網頁的介紹 （页面存档备份，存于）
- 孫東的Facebook專頁

| 官衔                                 | 官衔                                              | 官衔            |
| ------------------------------------ | ------------------------------------------------- | --------------- |
| 前任者： 薛永恒 （創新及科技局局長） | 創新科技及工業局局長 2022年7月1日至今             | 現任            |
| 香港立法會                           |                                                   |                 |
| 新頭銜                               | 立法會議員 選舉委員會 2022年1月1日－2022年6月18日 | 繼任者： 何敬康 |